# ولاية كروس ريفر
ولاية كروس ريفر هي إحدى الولايات الست وثلاثين المكونة لنيجيريا. الإنجليزية هي اللغة الرسمية. السكان معظمهم مسيحيون من قبائل مختلفة، ضمنها: الإفيك، بكوارة، إجاغام. وهم في حروب فيما بينهم ومع قبائل الولايات المجاورة وخصوصا ولاية أكوا إيبوم.

## أعلام
- إدوين أوكون
- ميخائيل أني